# Пиер Крол
Пиер Крол (на френски: Pierre Kroll) е белгийски художник и карикатурист.

## Биография
Роден е на 25 март 1958 г. в Гвака, Белгийско Конго. Завършва архитектура в Брюксел и екология в Лиеж, където се установява и работи като урбанист. От 1985 г. е карикатурист на свободна практика, като публикува в много от популярните белгийски вестници и сътрудничи с илюстрации на телевизионни канали.